# كوريد ايغبوسي
كوريد ايغبوسي (بالإنجليزية: Korede Aiyegbusi)‏ (15 يوليو 1988 بلندن في المملكة المتحدة - ) هو لاعب كرة قدم نيجيري وبريطاني في مركز الوسط. لعب مع سبورتينغ كانساس سيتي ونادي سيرفيت ونادي مشكي بوشان وهكا وVfB Auerbach ‏ وNorth Carolina FC U23 ‏ ونادي إسكلستونا.

## روابط خارجية
- كوريد ايغبوسي على موقع الدوري الأمريكي (الإنجليزية)
- كوريد ايغبوسي على موقع قاعدة بيانات كرة القدم.إي يو (الإنجليزية)
- كوريد ايغبوسي على موقع Soccerway.com (الإنجليزية)
- كوريد ايغبوسي على موقع عالم كرة القدم.نت (الإنجليزية)
- كوريد ايغبوسي على موقع GSA (الإنجليزية)